# Шпичинецька сільська рада (Хмельницький район)
Шпичине́цька сільська́ ра́да — адміністративно-територіальна одиниця та орган місцевого самоврядування у Хмельницькому районі Хмельницької області. Адміністративний центр — село Шпичинці.

## Загальні відомості
Шпичинецька сільська рада утворена в 1994 році.
- Територія ради: 18,7 км²
- Населення ради: 490 осіб (станом на 2001 рік)

## Населені пункти
Сільській раді підпорядковані населені пункти:
- с. Шпичинці

## Склад ради
Рада складається з 12 депутатів та голови.
- Голова ради: Рибак Михайло Олексійович

### Керівний склад попередніх скликань
| Прізвище, ім'я, по батькові | Основні відомості                                                               | Дата обрання | Дата звільнення |
| --------------------------- | ------------------------------------------------------------------------------- | ------------ | --------------- |
| Рибак Михайло Олексійович   | Сільський голова, 1960 року народження, освіта середня спеціальна, безпартійний | 26.03.2006   | 31.10.2010      |
| Рибак Михайло Олексійович   | Сільський голова, 1960 року народження, освіта середня спеціальна, безпартійний | 31.10.2010   |                 |

Примітка: таблиця складена за даними сайту Верховної Ради України

### Депутати
За результатами місцевих виборів 2010 року депутатами ради стали:

#### За суб'єктами висування
| Суб'єкт висування | Кількість обраних депутатів | %   |
| ----------------- | --------------------------- | --- |
| Самовисування     | 12                          | 100 |

#### За округами
| № округу | Прізвище, ім'я, по батькові      | Дата визнання обраним | Освіта             | Партійна приналежність | Відомості про обраного депутата                     |
| -------- | -------------------------------- | --------------------- | ------------------ | ---------------------- | --------------------------------------------------- |
| 1        | Брайловська Світлана Анатоліївна | 03.11.2010            | вища               | позапартійна           | Шпичинецька загальноосвітня школа І-ІІ ст., вчитель |
| 2        | Рибак Тетяна Олександрівна       | 03.11.2010            | середня спеціальна | позапартійна           | фельдшерсько-акушерський пункт, старша сестра       |
| 3        | Кашевська Раїса Йосипівна        | 03.11.2010            | середня спеціальна | позапартійна           | Шпичинецька с. рада, бухгалтер                      |
| 4        | Баранюк Сергій Михайлович        | 05.06.2011            | середня            | позапартійний          | приватний підприємець                               |
| 5        | Грицьков Григорій Васильович     | 03.11.2010            | середня            | позапартійний          | пенсіонер                                           |
| 6        | Бех Інна Олександрівна           | 03.11.2010            | середня спеціальна | позапартійна           | Шпичинецька загальноосвітня школа І-ІІ ст., вчитель |
| 7        | Трофимчук Василь Васильович      | 03.11.2010            | середня            | позапартійний          | Лісництво, лісоруб                                  |
| 8        | Юрчук Володимир Юрійович         | 03.11.2010            | середня            | позапартійний          | пенсіонер                                           |
| 9        | Юрчук Василь Юрійович            | 03.11.2010            | середня спеціальна | позапартійний          | пенсіонер                                           |
| 10       | Гелетей Іван Іванович            | 03.11.2010            | середня спеціальна | позапартійний          | Управління ветеринарної медицини, водій             |
| 11       | Лазоренко Андрій Іванович        | 03.11.2010            | середня спеціальна | позапартійний          | Хмельницька рай організація УТНР, єгер              |
| 12       | Князь Галина Федорівна           | 03.11.2010            | середня спеціальна | позапартійна           | Хмельницька МСБ, заготовач молока                   |